# أزور (اسم)
أَزْوَر هو اسم علم مذكر من أصل عربي، وجاء الاسم على صيغة ، ومعناه هو المائل الأعوج والناظر بمؤخر عينه.